# Jezioro Wingerta
Jezioro Wingerta, Staw Wingerta – jezioro w Warszawie, w dzielnicy Ursynów.

## Położenie i charakterystyka
Jezioro leży w warszawskiej dzielnicy Ursynów, na zachodzie obszaru Miejskiego Systemu Informacji Pyry.
Program Ochrony Środowiska dla m. st. Warszawy na lata 2009–2012 z uwzględnieniem perspektywy do 2016 r. podaje, że jezioro leży na wysoczyźnie, a jego powierzchnia wynosi 0,3486 ha.
Leży na obszarze zlewni Kanału Grabowskiego.
Nazwa jeziora wywodzi się od jednego z poprzednich właścicieli okolicznych terenów.